# Piotr Aleïnikov
Pour les articles homonymes, voir Aleïnikov.
Piotr Martynovitch Aleïnikov (en russe : Пётр Марты́нович Але́йников), né le 12 juin 1914 dans le Gouvernement de Moguilev et mort le 9 juin 1965 à Moscou, est un acteur soviétique.

## Biographie

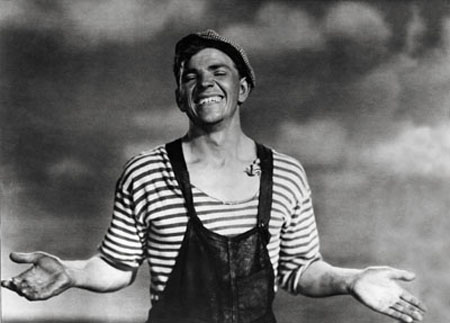
Aleinikov dans Les Tractoristes. 1939.

Piotr Aleinikov naît dans le village de Krivel (en russe : Кривель) dans le Gouvernement de Moguilev - dans l'actuel raïon de Chklow de la voblast de Moguilev, en Biélorussie. Il est élevé dans un Centre éducatif fermé pour enfants. Les raisons de son placement dans cet établissement ne sont pas connues avec exactitude. Selon une version, Piotr, en défendant sa mère, a gravement blessé un homme avec une hache. Selon une autre, le frère ainé l'y a placé pour que Piotr puisse accéder à l'éducation. L'acteur a gardé de cette période de bons souvenirs. Là-bas, il a commencé à jouer dans le théâtre amateur. Ensuite, on l'a envoyé à Leningrad où il étudiait l'art dramatique à l'Académie des arts du théâtre de Saint-Pétersbourg sous la direction de Sergueï Guerassimov. Guerassimov lui donne le rôle du cantinier Petka Moliboga dans son film Les Sept braves, en 1936. Son talent et charisme conquièrent le public. Un très grand succès lui vient avec deux films tournés en 1939, Les Tractoristes et Une grande vie. Aleïnikov y fait également connaissance avec Boris Andreïev et Nikolaï Krioutchkov qui resteront ses amis pour la vie.
L'acteur se trouve hélas prisonnier de son personnage du brave débonnaire au visage enfantin, somme tout comique. Rien ne lui permettra de dépasser ce cliché. Il rêvait de rôles dramatiques. Il place de grands espoirs en son interprétation de Pouchkine dans Glinka en 1946. Mais alors que les critiques sont bonnes, lors des projections dans les cinémas, son apparition à l’écran provoque une hilarité générale. Cette réaction du public l'affecte profondément. Dans les années après-guerre sa carrière connait un déclin inéluctable. Sujet à l'alcoolisme depuis ses jeunes années, Aleïnikov boit de plus en plus et sa santé devient vraiment précaire. Il n'a pas le temps d’enregistrer la bande sonore de son dernier film La Soif étanchée de Boulat Mansourov. Il meurt le 9 juin 1965.
À la demande de Boris Andreïev on attribue à Aleïnikov une place au cimetière de Novodevitchi. L'acteur avait exprimé le désir d'y être inhumé, mais n'y avait pas le droit, n'étant pas l'artiste du peuple de l'URSS. Sa seule récompense était un Ordre de l'Insigne d'honneur décerné en 1944. Andreïev jouissant d'une grande renommée a fait la demande d'une faveur spéciale auprès du membre du Comité central du Parti communiste de l'Union soviétique et chef du Comité exécutif du Mossovet, Vladimir Promyslov, qui a autorisé l'inhumation à condition qu'Andreïev cède pour cela la place qui lui avait été réservée.
En 1974, le réalisateur Nikita Orlov a consacré à Aleïnikov le film documentaire Piotr Martynovitch et les années de grande vie (Piotr Martynovitch i gody bolshoi shizni),.

## Vie privée
- Épouse : Valentina Ivanovna Lebedeva (1918-1993)
- Fils : Taras Aleïnikov (1938-2004), caméraman.
- Fille : Arina Aleïnikova (née le 30 août 1943), comédienne, diplômée de l'Institut national de la cinématographie, à la fin des années 1980, elle a émigré aux États-Unis.

## Filmographie sélective
- 1932 : Contre-plan (Встречный, Vstrechny) de Fridrikh Ermler et Sergueï Ioutkevitch : ouvrier
- 1935 : Les Amies (Подруги) de Leo Arnchtam : soldat blessé
- 1936 :  Les Sept braves de Sergueï Guerassimov
- 1938 : L'Homme à la carabine de Sergueï Ioutkevitch
- 1939 : Les Tractoristes de Ivan Pyriev
- 1939 : Une grande vie (première partie) de Leonid Loukov :
- 1942 : Alexandre Parkhomenko (Александр Пархоменко) de Leonid Loukov : Vassia Gaivoron [7]
- 1946 : Une grande vie (deuxième partie) de Leonid Loukov
- 1946 : Glinka de Leo Arnchtam
- 1955 : Vassek Troubatchev et ses camarades de Ilia Frez
- 1958 : Chauffeur malgré lui de Nadejda Kocheverova
- 1966 : La Soif étanchée de Boulat Mansourov : Malioutine